# Хамфрис, Джон
Десмонд Джон Хамфрис (англ. Desmond John Humphrys; род. 17 августа 1943 года) — валлийский журналист, теле- и радиоведущий, обладатель множества профессиональных наград. С 1981 по 1987 годы был основным диктором передачи BBC Nine O'Clock News, ведущей новостной программы телевидения BBC, с 1987 года — ведущий программы Today на BBC Radio 4. Работает на радио совместно с Джастином Уэббом, Джеймсом Ноти, Эваном Дэвисом и Сарой Монтаж. С 2003 года ведёт телевизионную викторину Mastermind на BBC Two.
Хамфрис приобрёл репутацию въедливого и откровенного интервьюера, в некоторых случаях политики, дававшие ему интервью, отзывались о манере Хамфриса в крайне критической форме.

## Ранние годы
Десмонд Джон Хамфрис родился на Перл-стрит в районе Сплотт столицы Уэльса Кардиффа. Его отцом был Эдвард Джордж Хамфрис, политурщик-частник, матерью — парикмахер Уинфред Мэри Хамфрис (Мэттьюс). В семье Десмонд Джон был одним из пяти детей. Поддерживаемый родителями, он хорошо учился и смог сдать экзамен «11+», что позволило ему поступить в кардифскую старшую школу, однако ему не удалось найти себя среди детей, принадлежавших к среднему классу. Его успеваемость была средней, и в 15 лет он оставил школу, чтобы стать молодёжным корреспондентом в Penarth Times. Затем он поступил на работу в Western Mail.

## Карьера
Первой серьёзной журналистской работой Джона Хамфриса стала должность на TWW, коммерческой телекомпании, расположенной в Уэльсе. В 1966 году он перешёл на работу на BBC в качестве районного корреспондента в Ливерпуле и северо-западных регионах. Здесь он освещал забастовки докеров и иногда попадал в эфир национальных новостей. Вскоре он перешёл на должность иностранного корреспондента и был вынужден на 6-9 месяцев оставлять семью с детьми, отправляясь за границу. Позднее он брал жену и детей с собой, в том числе в Соединённые Штаты и Южную Африку, где организовывал представительство BBC. Хамфрис освещал отстранение от власти Ричарда Никсона в 1974 году, передавая репортажи из США через спутниковую связь, казнь Гэри Гилмора в 1977 году, а позднее, из Южной Африки, — преобразование Родезии в Зимбабве.
Разочаровавшись в романтике работы иностранного корреспондента, жизни в гостиницах и частых разъездах, Хамфрис в 1980 году возвратился в Лондон и занял на BBC должность дипломатического корреспондента. В 1981 году он стал основным ведущим программы Nine O’Clock News. Это назначение ознаменовало изменение формата подачи новостей: Хамфрис и Джон Симпсон стали частью процесса подготовки передачи, отказавшись от роли простых дикторов, читающих текст. Новый подход требовал проведения многочисленных совещаний, сверхурочной работы и чтения с телесуфлёра, так что в 1986 году Хамфрис немедленно согласился на работу в программе Today, года предложение неожиданно поступило с полуночным телефонным звонком. Вакансия появилась в связи с запланированным на конец 1986 года уходом в отставку Джона Тимпсона. Первый выпуск программы Today с Хамфрисом в качестве ведущего выше в январе 1987 года. Его партнёром в этой программе был Брайан Редхед. В блоках новостей Хамфрис время от времени продолжал появляться в течение 1990-х годов. В 1991 году он по личной инициативе освещал Войну в Персидском заливе на BBC Radio 4 News FM. С 1993 до закрытия в 2002 году Хамфрис вёл еженедельную политическую передачу On The Record.
28 августа 2004 года Джон Хамфрис сам попал в заголовки новостей, выступив на Международном фестивале телевидения в Эдинбурге (англ. Edinburgh International Television Festival) с критикой «отупления» британского телевидения. Под его атаку попали реалити-шоу наподобие Big Brother, а также повысившийся уровень насилия в британских мыльных операх. Выступление состоялось после пяти лет, проведённых без телевизора и в контексте возвращения в медиа-пространство после долгого перерыва. После этого Хамфрис вёл возрождённую телевикторину Mastermind, а также, несмотря на критику, участвовал в программе Art School, являющейся реалити-шоу с участием знаменитостей.
Новые претензии к себе Хамфрис вызвал в сентябре 2005 года, когда якобы назвал всех политиков лжецами и сделал нелестный комментарии в отношении Тони Блэра, Гордона Брауна и Джона Прескотта. Произнесённая им речь стала достоянием гласности благодаря Тиму Аллану, бывшему помощнику премьер-министра, который передал запись в The Times. 6 сентября 2005 года BBC осудила Хамфриса за неуместные и неверные слова.
3 января 2011 года Хамфрис объявил, что продлевает контракт в качестве ведущего программы Today, но соглашается на снижение ставки оплаты. 11 ноября 2012 года в программе Today он взял интервью у недавно назначенного генерального директора BBC Джорджа Энтуистла, которое по распространённому мнению стало причиной отставки топ-менеджера.
Джона Хамфриса иногда критиковали за прямолинейность вопросов интервью. Например, в марте 1995 года в передаче Today он беседовал с бывшим министром от Консервативной партии Джонатаном Айткеном, который обвинил журналиста в «отравлении колодца демократических дебатов». Однако коллеги Айткена, Кеннет Кларк и Дуглас Херд, с которыми Хамфрис общался в эфире через неделю, обвинения не поддержали.

## Писательская карьера
Джон Хамфрис написал несколько книг, включая Lost for Words, в которой он критикует становящееся распространённым ненормативное использование английского языка. Кроме этого он издал книги Devil’s Advocate, Beyond Words, The Great Food Gamble и In God We Doubt: Confessions Of A Failed Atheist.
Помимо этого, Хамфри ведёт колонку в Daily Mail.

## В кино и сериалах
Джон Хамфрис сыграл самого себя в криминальном триллере «Замкнутая цепь». В 2014 году он появлялся в комедийном телесериале The Life of Rock with Brian Pern.

## Личная жизнь
Джон Хамфрис является агностиком, но испытывает желание вернуть бывшую у него в детстве веру в бога. В 2006 году он выпустил на BBC Radio 4 программу, озаглавленную «Humphrys in Search of God», в которой беседовал с ведущими представителями христианства, иудаизма и ислама, пытаясь восстановить свою веру.
Несмотря на репутацию, Хамфрис не прочь шутить над самим собой. Например, 28 октября 2007 года он появился в передаче Top Gear, проехавшись на Peel P50 по зданию BBC.
В 1964 году Джон Харрис сочетался браком с Эдной Уилдинг (1942—1997), вскоре у них родились сын Кристофер и дочь Кэтрин. Брак окончился разводом в конце 1980-х. Эдна Уилдинг умерла от рака в графстве Гламорган, Уэльс, от рака; Хамфрис описал её последние дни в хосписе в книге Devil’s Advocate. Кристофер Хамфрис в настоящее время является профессиональным виолончелистом.
2 июня 2000 года, когда Хамфрису было 56, у него и Валери Сандерсон родился сын Оуэн Джеймс По признанию Хамфриса в программе Humphrys in Search of God 31 октября 2006 года, перед этим он перенёс вазовазостомию. Сандерсон и Хамфрис расстались, и в настоящее время он состоит в отношениях журналисткой Кэтрин Беннет, пишущей для The Observer.
В 2005 году Хамфрис основал благотворительный фонд Kitchen Table Charities Trust, который оказывает помощь беднейшим жителям планеты.
Хамфрис является приверженцем классической музыки и называет среди своих любимых композиторов Моцарта, Бетховена и Баха, хотя однажды признался, что был на концерте The Rolling Stones, которые потрясли его своим исполнением.
Брат Джона Хамфри, Боб Хамфри, работал спортивным комментатором на BBC Wales Today. Он скончался 19 августа 2008 года в Кардиффе от рака лёгких в возрасте 56 лет.
В декабре 2013 Джон Хамфрис вместе со старшим братом Грэмом участвовал в передаче BBC Wales Coming Home. Они рассказали, что их прабабушка с шести лет находилась в работном доме, а прадед по отцовской линии был родом из Финляндии.

## Признание
Джон Хамфри неоднократно становился лауреатом различных профессиональных наград, в том числе:
- «Журналист года» от The House Magazine и Channel 4 (февраль 2000)
- Золотая Radio Academy Awards (2003)
- Серебряная плашка за кристально чистую речь в эфире от Plain English Campaign